# Resurface
『resurface』（リサーフィス）は、surfaceの5枚目のオリジナルアルバム。2006年4月26日にソニー・ミュージック・レコーズより発売された。

## 解説
前作『WARM』約3年ぶり、ソニー・ミュージック・レコーズに移籍後、SURFACE名義からsurface名義への名義変更後の初のオリジナルアルバムである。
初回生産限定盤と通常盤の2形態での発売となっている。初回生産限定盤には、2005年11月3日に東京SHIBUYA AXで行われた一夜限りのライブ「surface Re:START 〜once in a life time〜」の映像が収録されている。

## 収録曲

### CD
1. ちりつもたれつ
作詞：椎名慶治、作曲：椎名慶治・永谷喬夫、編曲：永谷喬夫・椎名慶治
2. Re:START
作詞：椎名慶治、作曲：椎名慶治・永谷喬夫、編曲：渡辺善太郎・永谷喬夫・椎名慶治
  - 17thシングル
3. WAIT!
作詞・作曲：椎名慶治、編曲：永谷喬夫・椎名慶治・戸谷誠・山口寛雄・佐藤大輔
4. ハニカムハニ
作詞：椎名慶治・作曲：椎名慶治・永谷喬夫、編曲：永谷喬夫・椎名慶治
  - 19thシングルC/W曲
5. クセになりそうだ
作詞：椎名慶治、作曲：永谷喬夫、編曲：永谷喬夫・椎名慶治
6. airy
作詞：椎名慶治、作曲：椎名慶治・永谷喬夫、編曲：永谷喬夫・椎名慶治
  - 17thシングルC/W曲
7. CROW
作詞：椎名慶治、作曲：永谷喬夫、編曲：永谷喬夫・椎名慶治
8. Howling
作詞：椎名慶治、作曲：椎名慶治・永谷喬夫、編曲：永谷喬夫・椎名慶治
9. FLY HIGH
作詞：椎名慶治、作曲：椎名慶治・永谷喬夫、編曲：永谷喬夫・椎名慶治
  - 18thシングル
10. ◐ -モノクロカプセル-
作詞：椎名慶治、作曲：永谷喬夫、編曲：永谷喬夫・椎名慶治
  - 18thシングルC/W曲
11. ココロのつぼみ
作詞：椎名慶治、作曲：椎名慶治・永谷喬夫、編曲：永谷喬夫・椎名慶治
  - 19thシングル
12. だけど君を離せない
作詞：椎名慶治、作曲：永谷喬夫、編曲、永谷喬夫・椎名慶治
13. そこに正座
作詞・作曲：椎名慶治、編曲：永谷喬夫・椎名慶治

### DVD（初回仕様盤のみ）
1. Re:START
2. FLY HIGH